# مارچویل
مارچویل (به انگلیسی: Marchwiel) یک منطقهٔ مسکونی در بریتانیا است که در Wrexham County Borough واقع شده‌است. مارچویل ۱٬۳۷۹ نفر جمعیت دارد.